# Dánské okresy 1970–2006

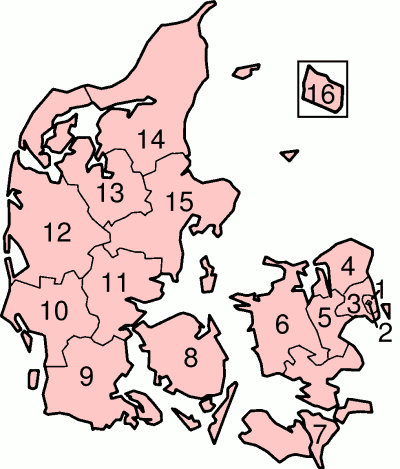
Dánské samosprávné okresy

Dánsko bylo mezi roky 1970 a 2006 rozděleno ve 13 správních okresů (dánsky amt), jež se dohromady skládaly z 271 obcí (dánsky kommuner). Těchto 13 okresů bylo vytvořeno 1. dubna 1970 a zaniklo 31. prosince 2006. Před rokem 1970 se Dánsko členilo na 21 okresů. Členění Dánska na okresy bylo zavedeno již v dobách absolutismu, roku 1661 za vlády Frederika III.
| Název správního okresu | Sídlo      | Rozloha (km²) | Počet obyvatel (2003) | Oficiální webové stránky                                                   |
| ---------------------- | ---------- | ------------- | --------------------- | -------------------------------------------------------------------------- |
| Frederiksborgs Amt (4) | Hillerød   | 1 347         | 372 276               | https://web.archive.org/web/20070929174629/http://www.frederiksborgamt.dk/ |
| Fyns Amt (8)           | Odense     | 3 486         | 473 471               | https://web.archive.org/web/20030216233324/http://www.fyns-amt.dk/         |
| Københavns Amt (3)     | Glostrup   | 0 526         | 618 016               | http://www.kbhamt.dk/                                                      |
| Nordjyllands Amt (14)  | Ålborg     | 6 173         | 495 625               | http://www.nja.dk/ Archivováno 2. 8. 2002 na Wayback Machine.              |
| Ribe Amt (10)          | Ribe       | 3 131         | 224 257               | https://web.archive.org/web/20040629075445/http://www.ribeamt.dk/          |
| Ringkjøbing Amt (12)   | Ringkøbing | 4 853         | 275 044               | https://web.archive.org/web/20040627055505/http://www.ringamt.dk/          |
| Roskilde Amt (5)       | Roskilde   | 0 891         | 236 151               | http://www.ra.dk/                                                          |
| Storstrøms Amt (7)     | Nykøbing   | 3 398         | 261 188               | https://web.archive.org/web/20040628084608/http://www.stam.dk/             |
| Sønderjyllands Amt (9) | Åbenrå     | 3 938         | 253 013               | https://web.archive.org/web/20040521161750/http://sja.dk/                  |
| Vejle Amt (11)         | Vejle      | 2 997         | 353 284               | https://web.archive.org/web/20070529203412/http://www.vejleamt.dk/         |
| Vestsjællands Amt (6)  | Sorø       | 2 984         | 300 729               | https://web.archive.org/web/20040508111037/http://www.vestamt.dk/          |
| Viborg Amt (13)        | Viborg     | 4 122         | 234 496               | http://www.vibamt.dk/ Archivováno 1. 5. 2007 na Wayback Machine.           |
| Århus Amt (15)         | Århus      | 4 561         | 649 177               | https://web.archive.org/web/20051224052501/http://www.aaa.dk/              |

Dále existují 3 obce, které mají postavení správního okresu.
| Název správního okresu        | Sídlo         | Rozloha (km²) | Počet obyvatel (2003) | Oficiální webové stránky                                             |
| ----------------------------- | ------------- | ------------- | --------------------- | -------------------------------------------------------------------- |
| Bornholms Regionskommune (16) | Rønne         | 588           | 44.060                | http://www.brk.dk/                                                   |
| Frederiksbergs Kommune (2)    | Frederiksberg | 8,77          | 91.435                | http://www.frederiksberg.dk/                                         |
| Københavns Kommune (1)        | København     | 88,25         | 501.285               | https://web.archive.org/web/20070609095319/http://www.kbhbase.kk.dk/ |

Mimo to jsou součástí Dánského království i Grónsko a Faerské ostrovy.